# اویلا (تگزاس)
اویلا، تگزاس (به انگلیسی: Ovilla, Texas) یک شهر در ایالات متحده آمریکا با جمعیت ۳٬۴۹۲ نفر است که در تگزاس واقع شده‌است.